# Sièges des institutions de l'Union européenne

Sièges des Institutions de l'Union européenne.

Les institutions gouvernantes de l'Union européenne ne sont pas concentrées dans une seule capitale, mais sont concentrées dans quatre villes (Bruxelles, Luxembourg, Francfort et Strasbourg) bien que certaines institutions mineures soient basées dans d'autres villes.
Les sièges ont été un objet de dispute depuis que les États ont échoué à atteindre un accord à ce sujet lors de l'établissement de la Communauté européenne du charbon et de l'acier en 1952. Toutefois, un accord est finalement atteint en 1992 et fut ensuite officialisé par le traité d'Amsterdam.
Malgré cela, le siège du Parlement européen reste un objet de controverse. Le travail du Parlement est divisé entre Strasbourg, Luxembourg et Bruxelles, ce qui est problématique au vu du grand nombre de députés, personnels et documents qui doivent être transportés tous les mois. Étant donné que les sièges des institutions sont établis dans les traités, le Parlement n'a pas le droit de décider lui-même de son siège, contrairement aux parlements nationaux.
La localisation des nouvelles institutions n'est de même pas simple. Ainsi, la Banque centrale européenne a dû symboliser son indépendance en s'installant dans une ville qui ne soit pas le siège d'un gouvernement européen ou d'une institution nationale. De nouvelles agences ont aussi été établies en Europe de l'est depuis 2004 afin d'établir une certaine égalité au sein de l'UE. Les agences ne sont pas des institutions de l'Union.

## Institutions par ville

### Bruxelles
- Commission européenne - bâtiment Berlaymont
- Conseil de l'Union européenne[1] - bâtiment Juste Lipse (1974-2016) puis bâtiment Europa
- Conseil européen[2] - bâtiment Juste Lipse (1974-2016) puis bâtiment Europa
- Parlement européen[3] - bâtiment Paul-Henri Spaak
- Comité économique et social européen - bâtiment Jacques Delors
- Comité des régions - bâtiment Jacques Delors
- Service européen pour l'action extérieure - Triangle Building
- Contrôleur européen de la protection des données

### Strasbourg
- Parlement européen - immeubles du Parlement européen (IPE) Winston Churchill, Salvador de Madariaga, Pierre Pflimlin et Louise Weiss
- Médiateur européen - bâtiment Václav Havel

Strasbourg accueille également le Conseil de l'Europe, une autre organisation internationale (dont dépendent la Cour européenne des droits de l'homme et la Pharmacopée européenne) comportant 47 états membres à ne pas confondre avec l'Union européenne.
Voir aussi : Institutions européennes à Strasbourg.

### Luxembourg
- Secrétariat du Parlement européen - quartier Kirchberg
- Cour de justice de l'Union européenne et Tribunal - tours de la Cour de justice de l'Union européenne, quartier Kirchberg
- Cour des comptes européenne - quartier Kirchberg
- Banque européenne d'investissement et Fonds européen d'investissement - quartier Kirchberg
- Commission européenne (Eurostat, Office des publications officielles) - bâtiment Jean Monnet - quartier Kirchberg
- Mécanisme européen de stabilité - quartier Kirchberg
- Parquet européen[4] et Procureur européen
- Sessions du Conseil de l'Union européenne - quartier Kirchberg

### Francfort
- Banque centrale européenne - Eurotower (1998-2014) puis Skytower